# Станиця Луганська
Стани́ця Луга́нська (Станиця; 1688-1719 — Луган, Луганське, 1719-1923 — Луганська, 1923-2007 — Станично-Луганське) — селище в Україні, адміністративний центр однойменної селищної громади Щастинського району Луганської області. Є однією з двох Станиць, які в часи Царської Росії входили до складу Області Війська Донського і тому населення котрих частково складається з нащадків донців, на землях Сучасної України (друга — Станиця Новомиколаївська).
Розташоване на р. Сіверському Донці, у який впадає річка Верхньо-Ольхова. Населення становило 15 700 осіб (1975) та 14 543 осіб (2001). Промисловість: підприємства з обслуговування залізничного транспорту, промислові і харчові комбінати, піщаний кар'єр, рибне господарство.

## Історія
На околицях і поблизу селища було знайдено залишки давніх майстерень з обробки каменю VI—IV тисячоліття до н. е., а також поселення епохи бронзи I тисячоліття до н. е. і могильники VIII—X ст. до н. е. Тут і сьогодні постійно працює археологічна експедиція, на розкопках якої можна побачити сліди найдавніших поселень.
Станиця Луган була заснована козацтвом у другій половині XVII ст. Цей топонім зокрема згадується в листі до Петра І, написаному в 1711 молдовським господарем Димитрієм Кантеміром: «От Бахмута даже до Лагану, понеже суть места пустые…». Ослов'янений варіант назви — Городок-Луганський.
У 1684 знищене татарами, але невдовзі було відновлене і згодом отримало назву Станиця Луганська.
Офіційною датою заснування вважається 1688 рік.
У 1923 селище стає центром новоствореного Станично-Луганського району Донецької губернії. У 1938 Станично-Луганське отримує статус селища міського типу.
У 1932—1933 жителі Станиці Луганської постраждали від Голодомору. За свідченнями очевидців кількість померлих склала щонайменше 101 особу, імена яких встановлено.
Козацтво і зараз зберігає свої звичаї й обряди, традиційні способи ведення господарства[джерело?]. Живе тут 16 тисяч осіб. У центрі невеликого містечка знаходиться музей історії й етнографії, де зібрані документи, колекції предметів побуту і бойової слави козаків. У залах музею постійно оновлюються виставки народних промислів: живопису, декоративно-прикладного мистецтва.
Постановою ВРУ № 1155-V від 7 червня 2007 селищу було повернено назву Станиця Луганська.

### Війна на сході України
18 серпня 2014 року, українські антитерористичні сили увійшли до селища, а 21 серпня — селище було звільнене від терористів і над будівлею районної ради піднято Державний Прапор України. Протягом 2014—2015 поблизу та в Станиці Луганській відбувалися бойові зіткнення із застосуванням автоматів, кулеметів, мінометів, артилерії, танків, «Градів».
В ніч на 17 квітня 2015 року, у селищі було повалено пам'ятник Леніну.
Станом на 30 серпня 2015 року, в Станиці Луганській залишалось близько 600 мешканців.
На січень 2020 року, в селищі проживало близько 12 000 осіб.
Після бойових дій в селищі почалося відновлення підрозділами ЗС України мосту через річку Сіверський Донець. 16 вересня 2019 року на місці ремонту було запущено вебкамеру для спостережень, а роботи планували завершити до 27 листопада.
17 лютого 2022 року, проросійські сили обстріляли дитячий садок в Станиці Луганській, троє працівників контузило, їх відправили до лікарні. Російська пропаганда, стверджувала, що обстріл зробили українці, але МО України спростувало це ствердження.
26 лютого 2022 року в ході російського вторгнення в Україну Станиця Луганська була окупована російськими військами.
2 березня 2022 року, Офіс Генерального прокурора порушив справу проти керівника селищної ради Станиці Луганської та двох його заступників, які під час російського вторгнення в Україну здали селище окупантам.

## Населення

### Мова
Розподіл населення за рідною мовою за даними перепису 2001 року:
| Мова            | Кількість | Відсоток |
| --------------- | --------- | -------- |
| російська       | 13439     | 92.41%   |
| українська      | 898       | 6.18%    |
| ромська         | 32        | 0.22%    |
| вірменська      | 25        | 0.17%    |
| білоруська      | 8         | 0.06%    |
| румунська       | 1         | 0.01%    |
| німецька        | 1         | 0.01%    |
| інші/не вказали | 139       | 0.94%    |
| Усього          | 14543     | 100%     |

## Транспорт
Навесні 2016 року було відновлено рух приміського поїзда Кіндрашівська-Нова — Лантратівка.

## Пам'ятки
В околицях селища розташований загальнозоологічний заказник місцевого значення «Кіндрашівський».

## Персоналії
- Баранов В'ячеслав Григорович (1888—1964) — Інспектор авіації Київського району армії Української Держави.
- Бочаров Данило Никифорович (1910—2002) — український художник театру.
- Букаєв Іван Прокопович (1901—1971) — радянський воїн, Герой Радянського Союзу.
- Денисов Святослав Варламович (1878—1957) — російський воєначальник.
- Сирін Максим Миколайович (1982—2019) — солдат Збройних Сил України, учасник російсько-української війни.
- Юрій Золкін, – голова Станично-Луганської РДА[18]

## Світлини

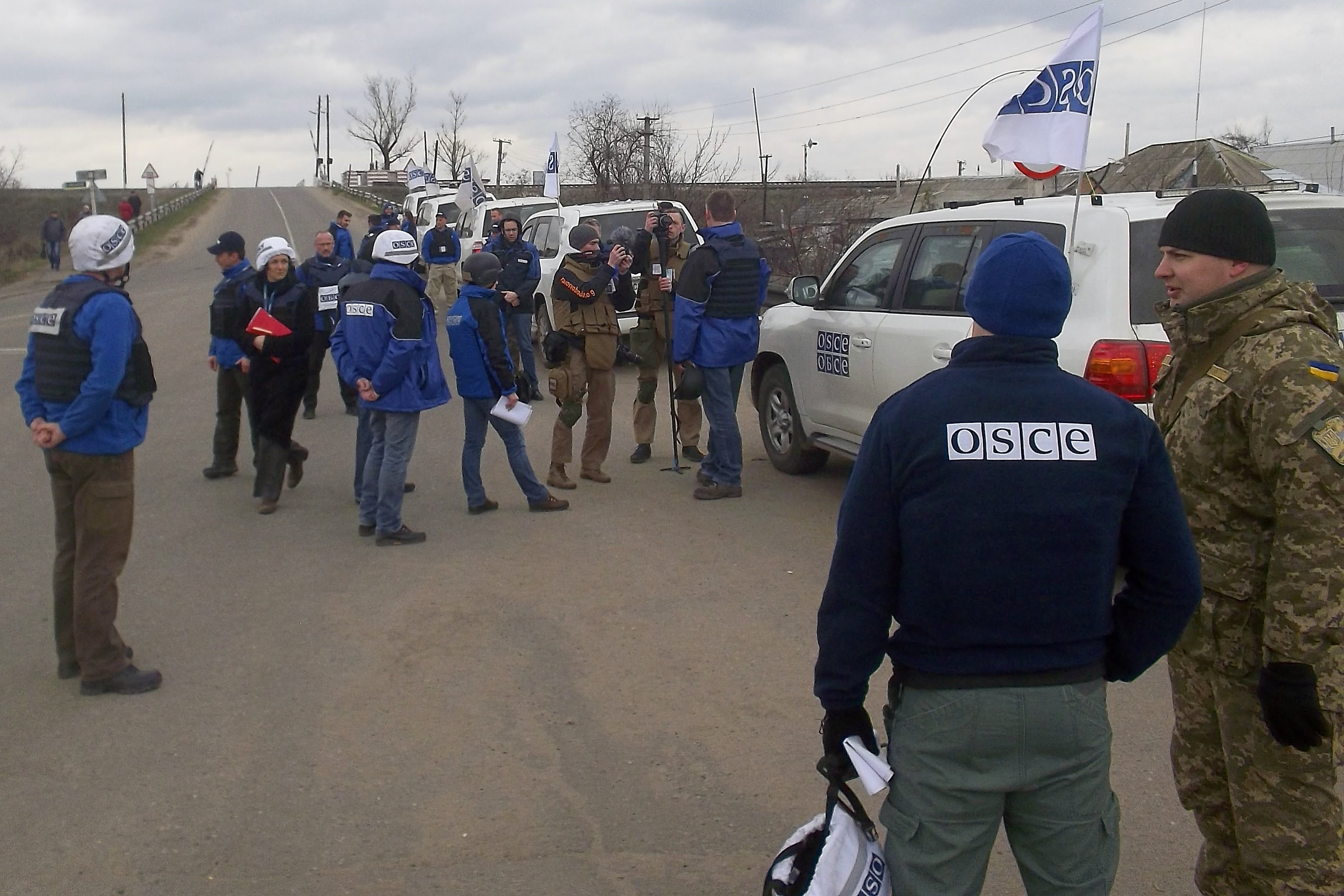
СММ ОБСЄ
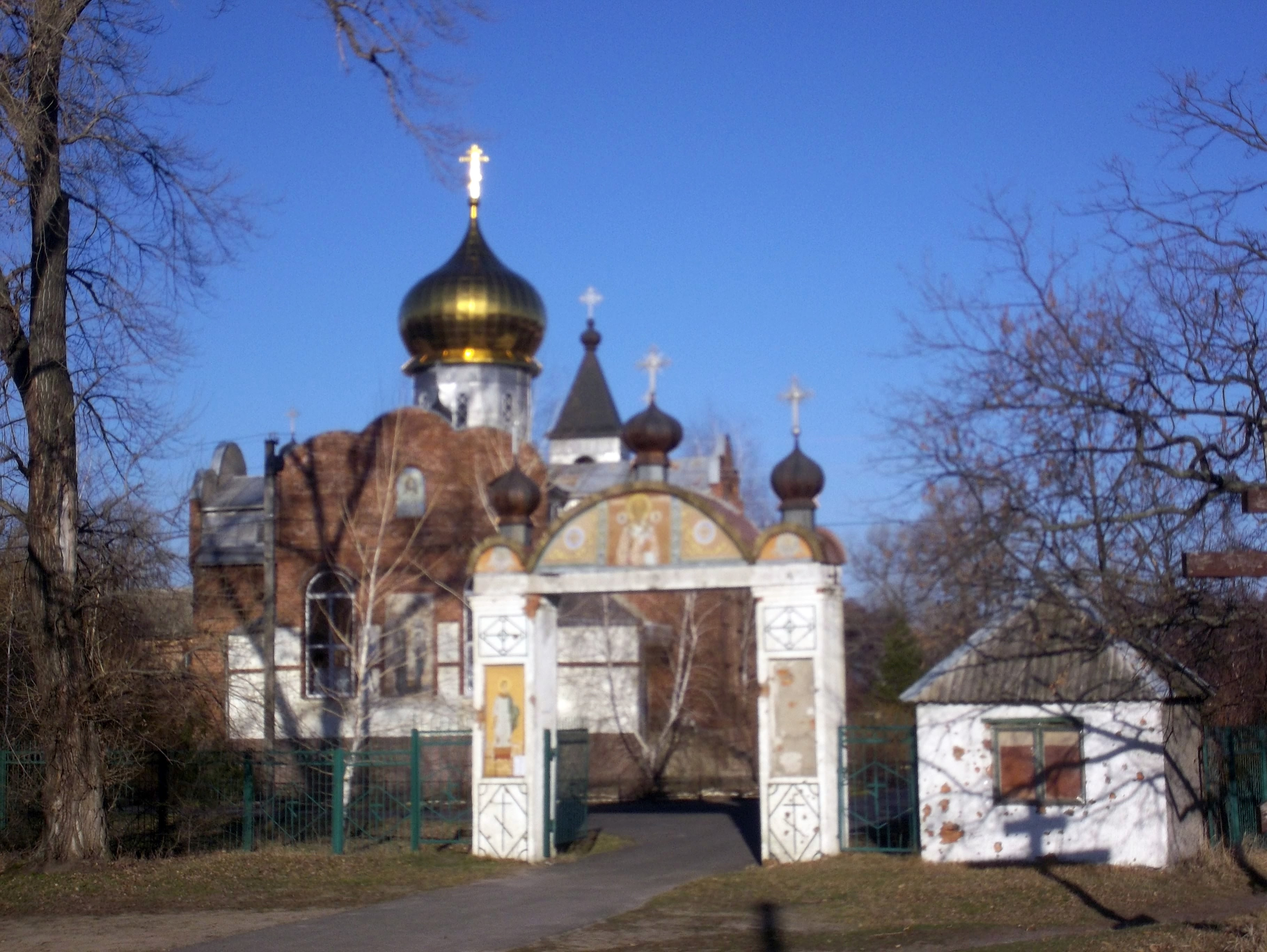
Свято-Миколаївський Храм
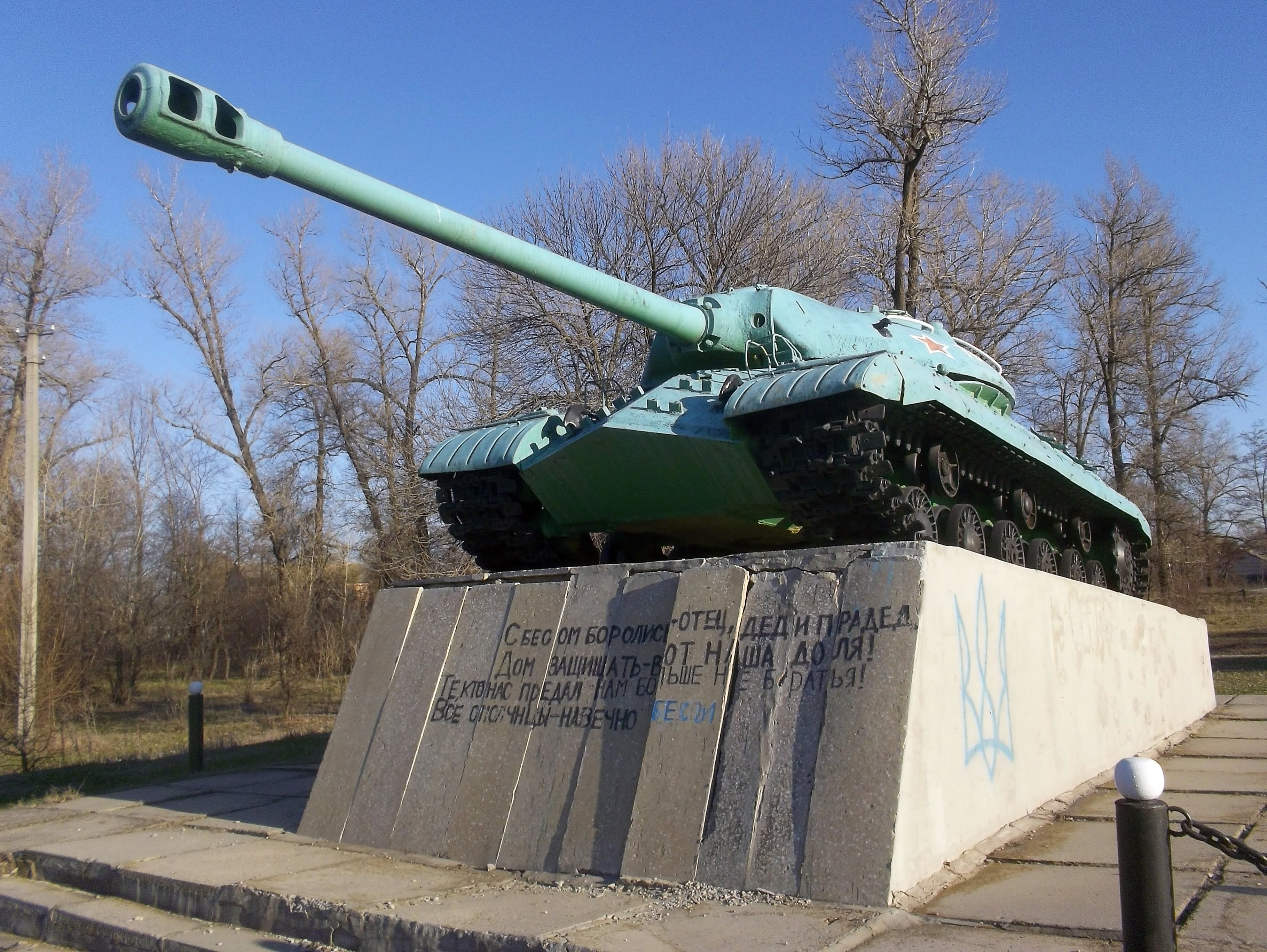
Пам'ятник танку "ІС-3"
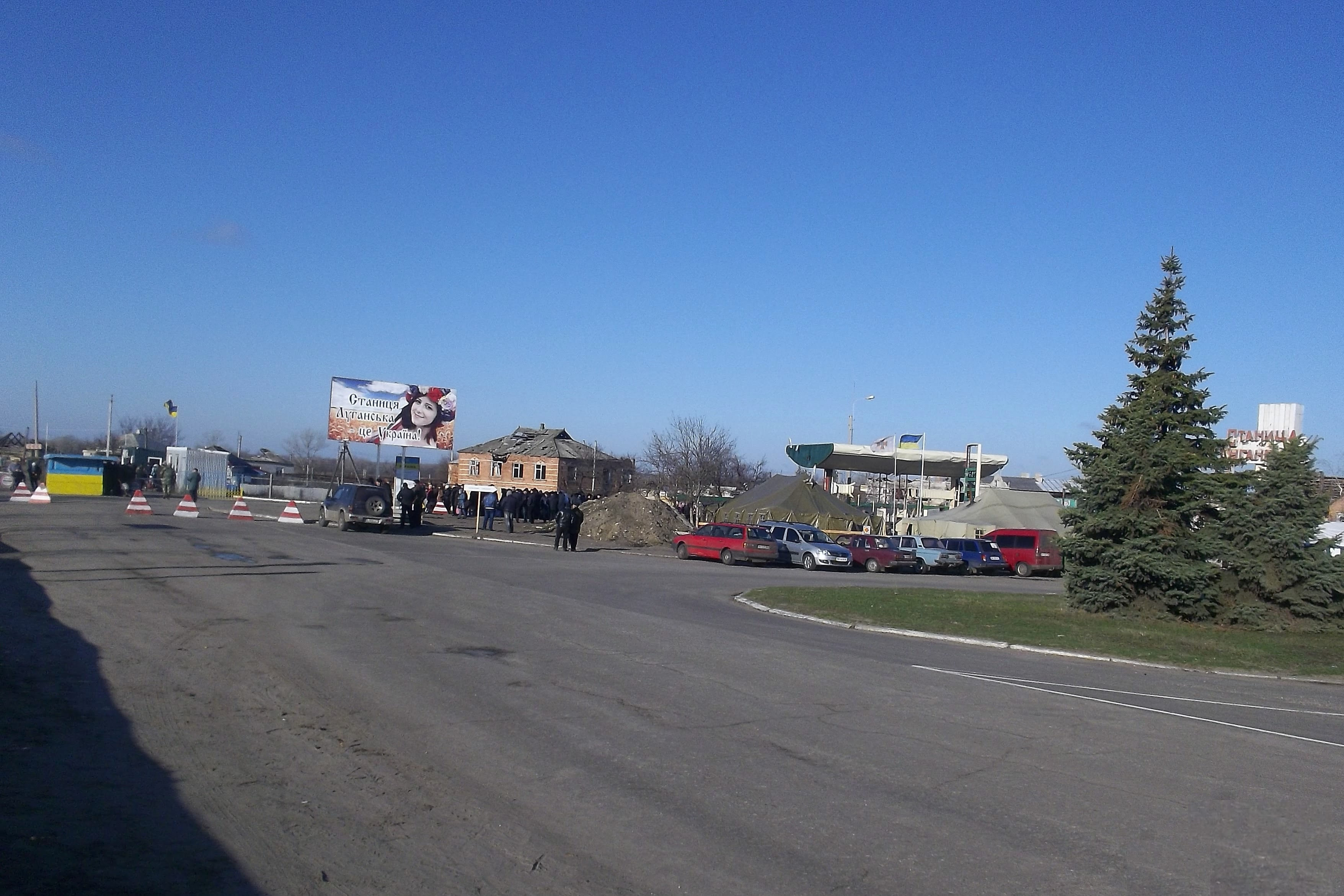
Автостанція "Станиця Луганська"
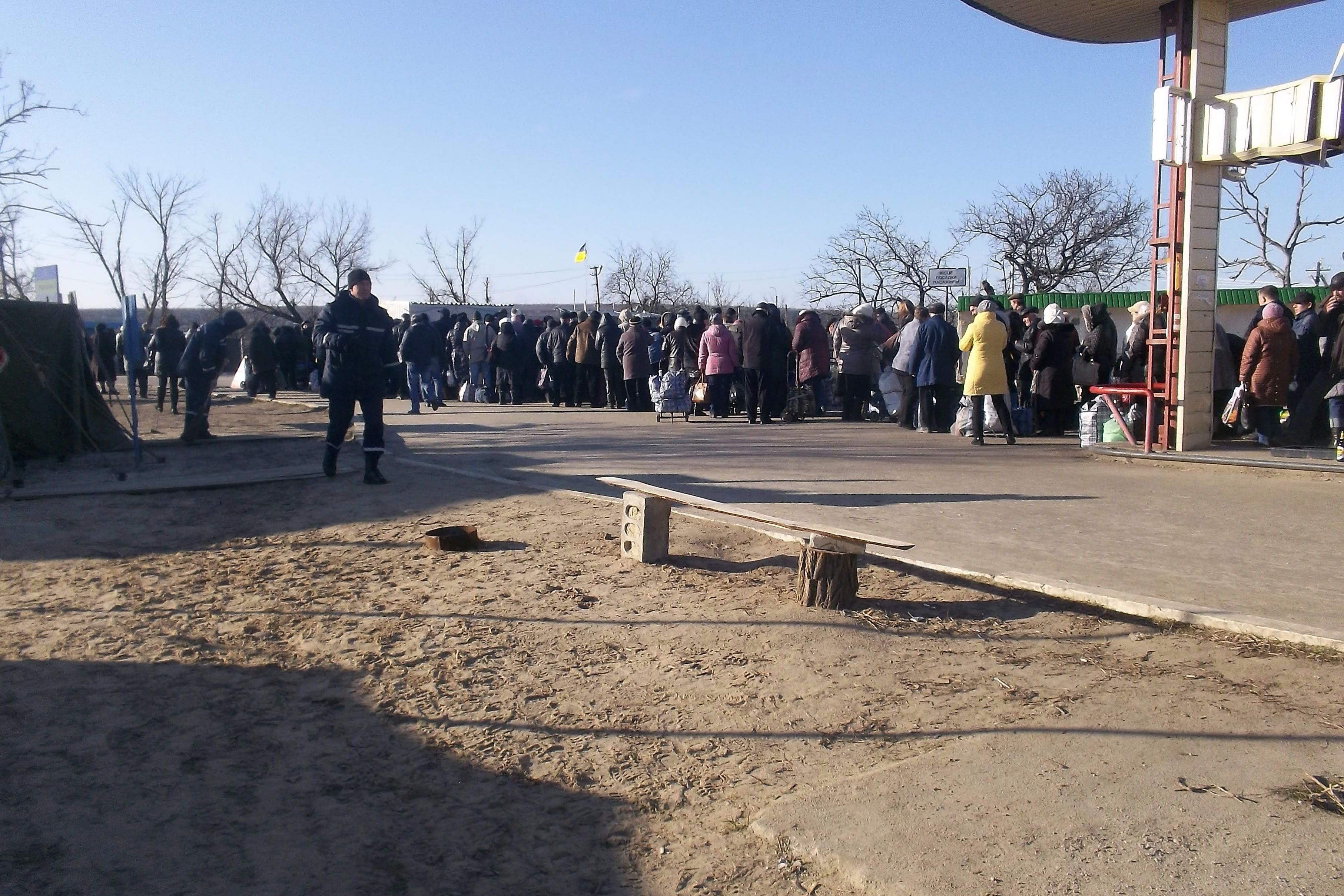
Черга на КПВВ «Станиця Луганська»
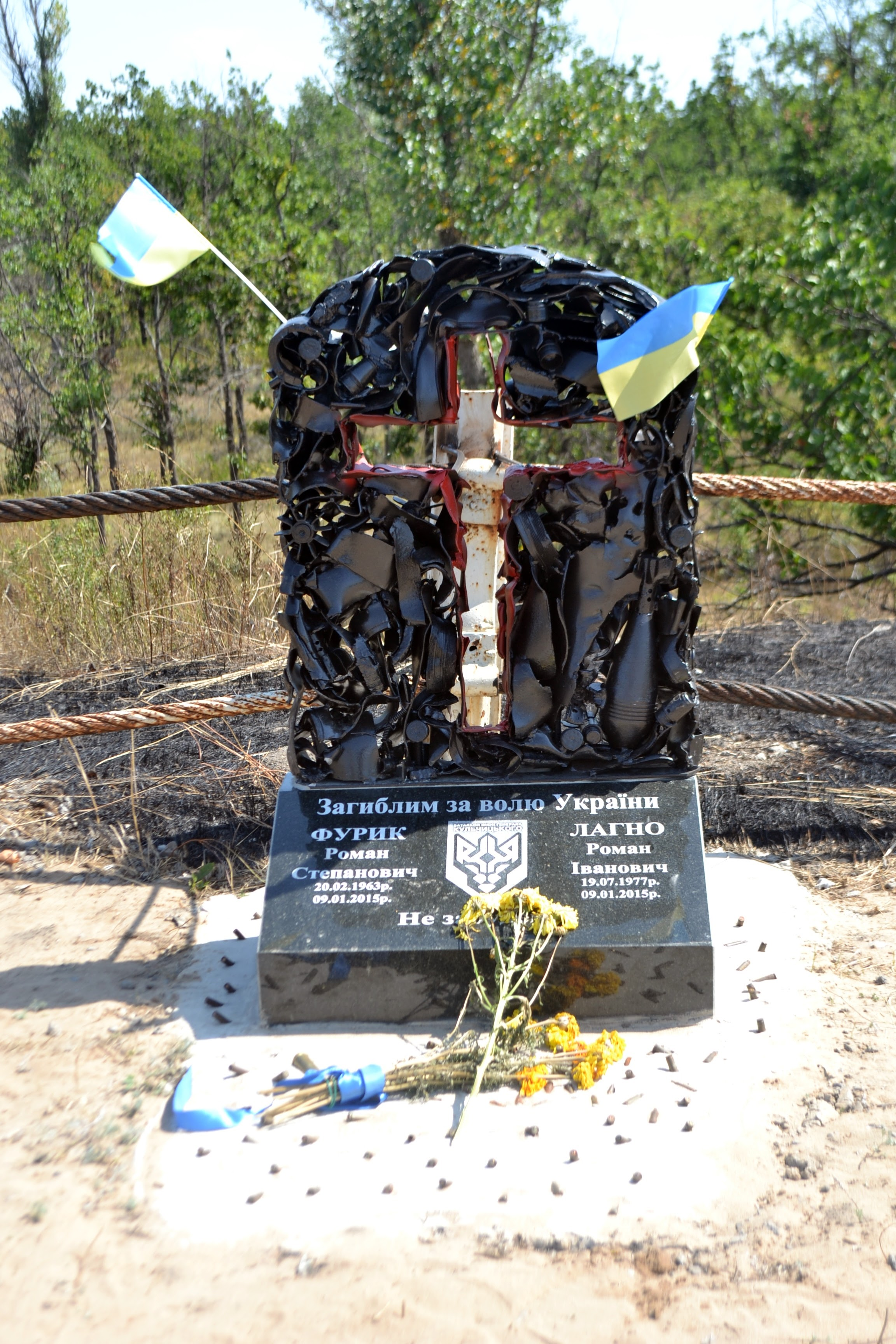
Пам'ятник загиблим захисникам України
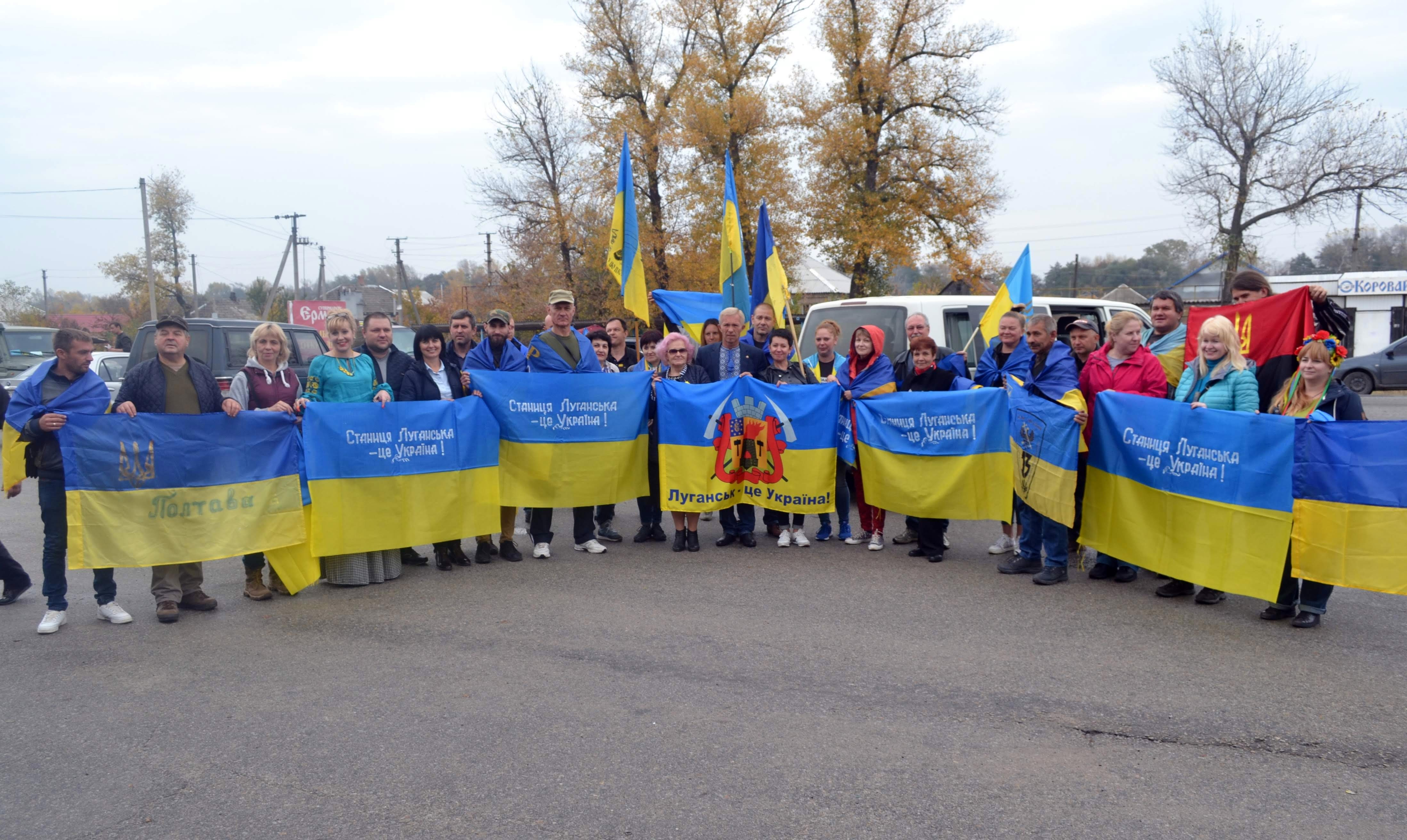
Мітинг "Ні капітуляції"
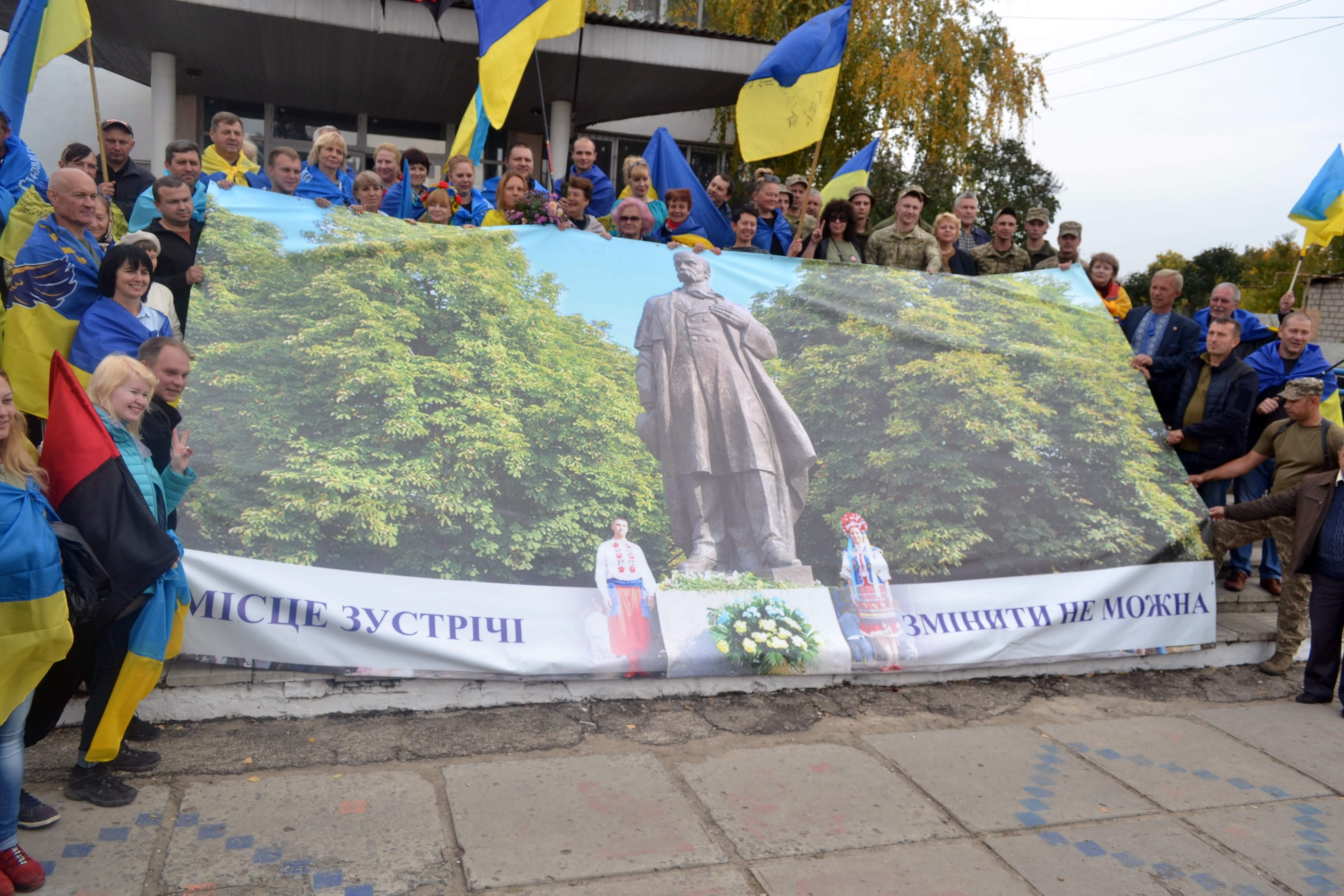
Мітинг "Ні капітуляції"
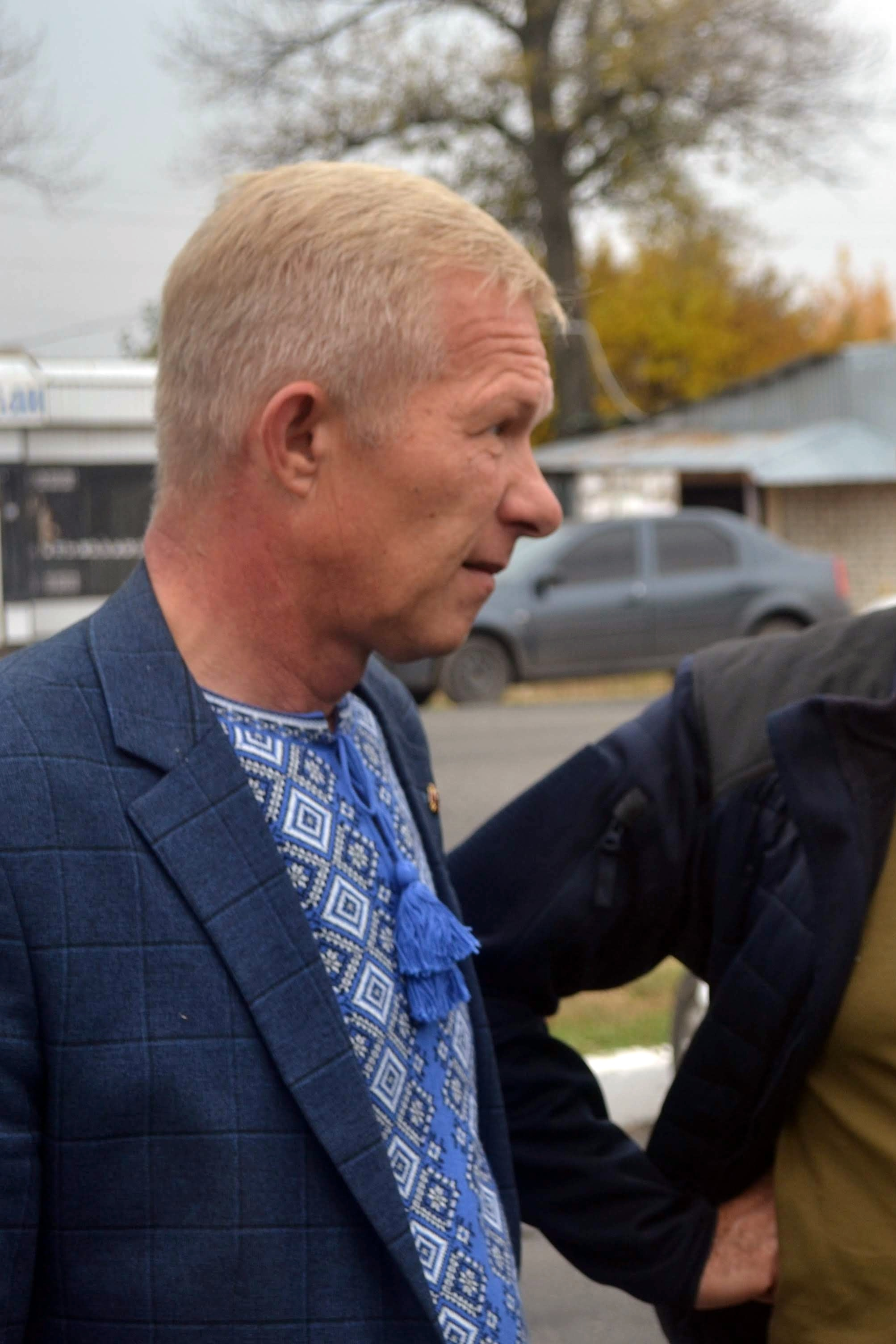
Юрій Золкін
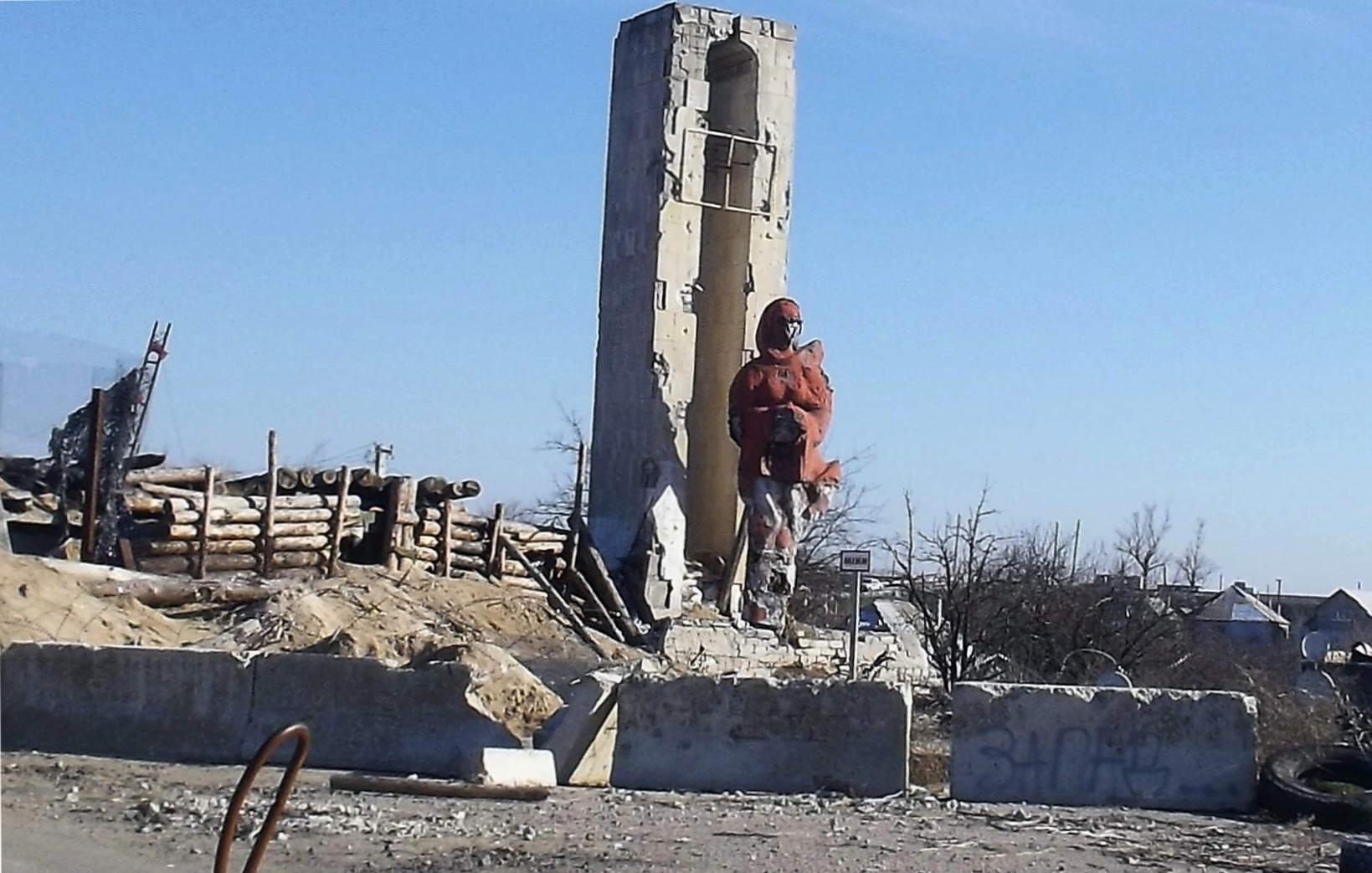
Розстріляний пам'ятник хлібосольній Україні
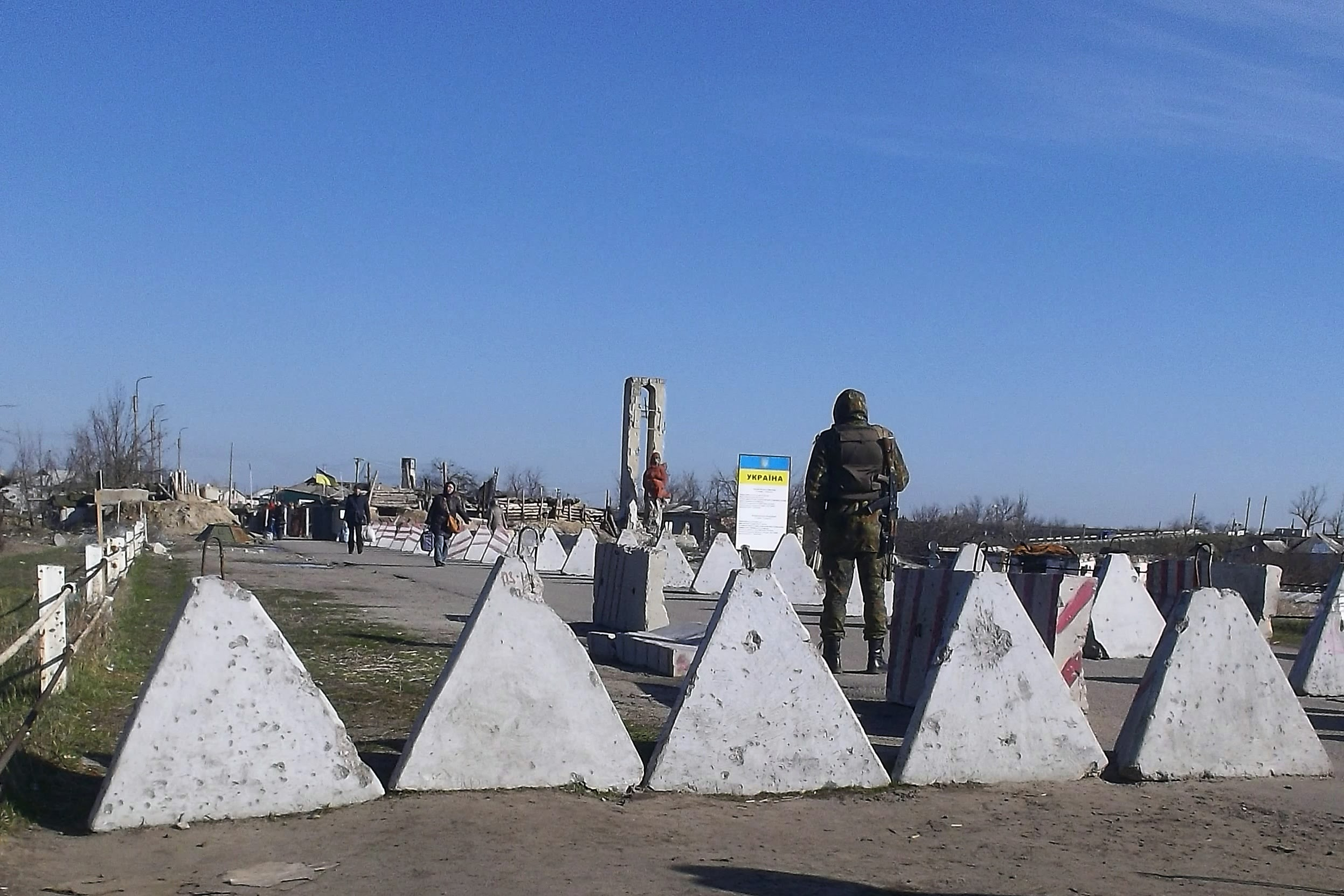
КПВВ «Станиця Луганська»

## Також
- Населені пункти, що постраждали від Голодомору 1932—1933, Луганська область